# Moja dziewczynka
Moja dziewczynka (ang. Daddy's Girl) – brytyjski horror z 2006 roku w reżyserii D.J. Evansa. Wyprodukowana przez wytwórnię Arts Council of Wales, Boda i Carnaby International.
Premiera filmu odbyła się 17 listopada 2006 w Wielkiej Brytanii. Zdjęcia do filmu zrealizowano w Walii w Wielkiej Brytanii.

## Opis fabuły
Nastoletnia Nina (Jaime Winstone) trafia do kliniki po nieudanej próbie samobójczej. W trakcie terapii Stephen (Richard Harrington) nabiera wątpliwości co do tego, czy dziewczyna faktycznie chciała umrzeć. Po pewnym czasie odkrywa także na ciele dziewczyny rany, które świadczą o tym, iż cierpi ona na tzw. syndrom Renfielda. Przypadłość ta objawia się narastającym apetytem na krew.

## Obsada
Źródło: Filmweb
- Richard Harrington jako Stephen
- Jaime Winstone jako Nina
- Louise Delamere jako Liz
- Ifan Huw Dafydd jako Rossiter
- Iola Gregory jako Cath
- Mark Lewis Jones jako Eisner
- Katie Owen jako Lucy